# Saiko
Saiko es una banda chilena de pop rock oriunda de Santiago, activa desde 1999 a la actualidad. A lo largo de su trayectoria han logrado notoriedad en la escena nacional chilena, en gran medida gracias a la imagen, carisma y voz de su vocalista y líder, Denisse Malebrán, y al talento musical y la experiencia de Rodrigo “Coti” Aboitiz, Iván Delgado y Luciano Rojas, tres exintegrantes del grupo chileno La Ley. 
A la fecha han lanzado siete álbumes de estudio, Informe Saiko en 1999, Campos finitos en 2001, Las horas en 2004, Volar en 2007, este último fue lanzado con la voz de Marcela Thais como vocalista, tras la salida de Malebrán en 2006. En 2012, Denisse Malebrán y Rodrigo Aboitiz retornaron al grupo, a excepción de Iván Delgado, marcando el regreso de la banda con parte de su formación original. Juntos otra vez, editan el disco Trapecio en 2013 y en el año 2017, ya sin Rodrigo Aboitiz, el álbum Lengua muerta. En noviembre de 2023 lanzan el álbum Drama. Además del disco compilado "Todo Saiko" en 2003, el DVD "Saiko Blondie 2005", el álbum en vivo "Sigo Quemando Infinitos" en 2017, y el álbum digital "Vermouth en vivo Concepción" en 2020.

## Historia

### 1988-1999: Antecedentes y formación

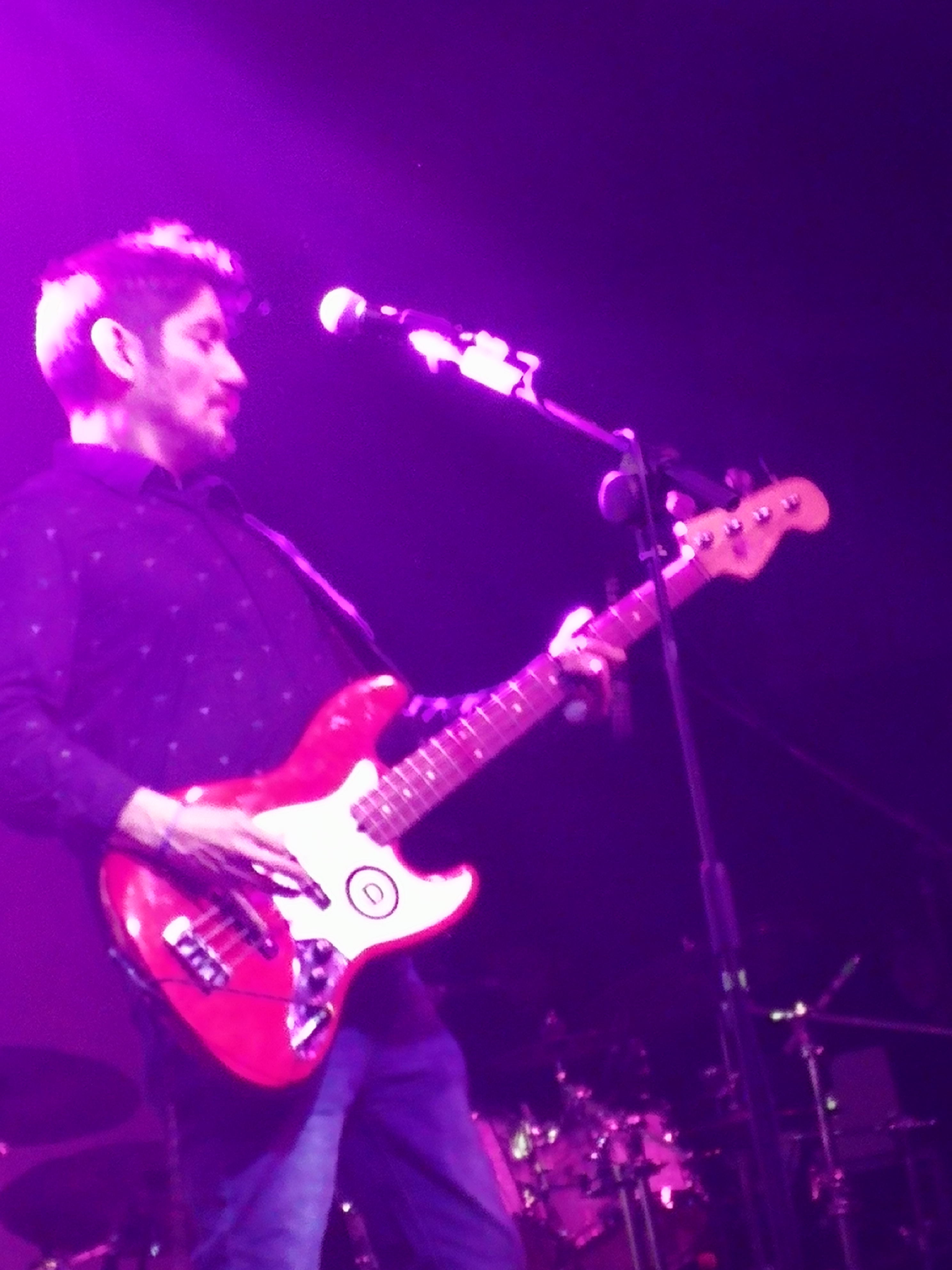
Luciano Rojas (aquí en 2017) fundó Saiko tras su salida del grupo La Ley en 1998.

En 1988, el guitarrista Andrés Bobe invitó a Luciano Rojas a unirse como bajista a su grupo La Ley. Sin embargo, el rol de Rojas no fue mayor sino hasta la muerte de Bobe en un accidente automovilístico en abril de 1994, poco antes de empezar la grabación de su álbum Invisible. El disco fue un éxito comercial y llevó a La Ley a tocar en varios países de América durante los siguientes años; pero el desgaste por las giras, el cambio estilístico de su siguiente álbum Vértigo, y la consolidación del vocalista Beto Cuevas como nuevo líder del grupo, llevó, en 1997, a la salida del tecladista Rodrigo Aboitiz y, al año siguiente, la de Rojas, que era «quien más tiempo llevaba en el grupo» y cuyo «aporte creativo había resultado clave» después de la muerte de Bobe.
Poco después de su salida, Rojas se asoció con Aboitiz para formar un nuevo grupo y juntos contactaron al saxofonista Iván Delgado —que también fue brevemente parte de La Ley— para que fuera su letrista. Con la idea de distinguirse de La Ley, decidieron buscar una voz femenina mediante una audición abierta; entre las candidatas que se presentaron se encontraban Alejandra Valle y Amaya Forch, pero finalmente, el 24 de mayo de 1999, escogieron a Denisse Malebrán, quien ya había participado en las bandas Turbomente y Polaroid.

### 1999-2004:Informe SaikoyCampos finitos
Con el ingreso de Malebrán como vocalista principal a mediados de 1999, el grupo, aún sin nombre, se consolidó con Rojas en la guitarra y bajo, Aboitiz en teclados y programación, y Delgado en teclados, saxofón y voz. Debido a la destacada trayectoria de sus integrantes, rápidamente lograron firmar con el sello Virgin, de la multinacional EMI, para el financiamiento y promoción de su disco debut. Ese mismo año, el álbum se grabó junto al baterista Marcelo Fillipi, de Los Imposibles, en Santiago, y se mezcló y masterizó en el estudio Sound N de Alemania. Durante este periodo, el grupo se nombró como Saiko —de la palabra psychosis—, y el disco como Informe Saiko.
Para la promoción del álbum, se les publicitó ampliamente como una «superbanda», además lanzaron varios sencillos y videoclips, entre ellos «La fábula» y «Cuando miro en tus ojos», y se presentaron extensivamente acompañados del baterista Javier Torres. Finalmente, Informe Saiko se publicó el 6 de diciembre de 1999.
Con esta agrupación el año 2001 lanzaron al mercado su segundo álbum titulado Campos finitos, el cual contenía temáticas dedicadas al amor en todas sus formas. "Limito con el sol" y "Azar" fueron los sencillos más exitosos que promocionaron el disco, siendo el primero de estos el primer y hasta ahora único número uno del grupo en el país, alcanzando incluso el primer lugar del ranking de vídeos musicales de MTV durante 6 semanas, la canción fue denominada como una de las grandes canciones chilenas de la década. Sin embargo las relaciones entre algunos integrantes se volvieron tensas, desencadenando la salida de Iván Delgado.
Dos años más tarde en 2003, su relación con el sello discográfico EMI llega a fin y para cerrar, Saiko edita un prematuro compilado llamado Todo Saiko, con algunas versiones especiales, como la versión filarmónica de "Cuando miro en tus ojos" del concierto Urban Symphony y "Veneno", tema principal de la película El visitante nocturno de "Pepe" Maldonado.

### Las horas(2004-2006)
Con la salida de Iván Delgado y Coty Aboitiz, este último quien hasta entonces aún colaborara como productor desde México, la nueva formación quedó con Luciano Rojas en guitarra, Jorge "Coyote" Martínez en el bajo, Javier Torres en la batería y Denisse Malebrán como voz principal y creadora de todas las letras del nuevo álbum Las horas, que fue lanzado el 18 de diciembre de 2004 bajo el sello nacional La Oreja, este nuevo trabajo refleja la madurez en el sonido, deja en segundo plano las secuencias y le otorga protagonismo a las guitarras, bajo y batería, lo que es considerado el inicio del fin de la esencia del grupo en la memoria colectiva. Además cuenta con la participación especial músicos invitados como Quique Neira y el exmiembro de la banda Lucybell Gabriel Vigliensoni, quien también participó en la producción del álbum. La canción que da nombre al álbum Las Horas habla del dolor que provocan hasta hoy el caso de los detenidos desaparecidos de la dictadura de Augusto Pinochet. 
Entre los temas destacados se encuentran "Lo que mereces", "Debilidad" y "Las Horas". El primer sencillo del mismo nombre del disco, logró convertirse en un gran éxito radial, llegando al puesto número dos del Top 100 Chile, además de convertirla en una canción icono de la banda, además de ser el último tema mayormente exitoso de la banda en muchos años.

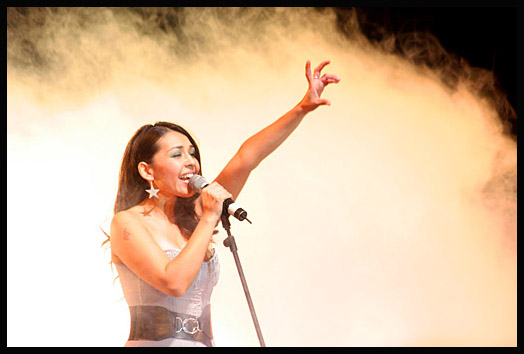
Denisse Malebrán cantando en el concierto de despedida el 28 de abril de 2007

Durante este período, nuevamente cambiaría la formación de la banda, ya que "Coyote" deja el grupo y es reemplazado en el bajo por Esteban Torres, con quien reeditan Las horas un año más tarde en 2005, ahora bajo el sello Escarabajo. Sólo semanas después, mientras eran parte de la campaña presidencial de Michelle Bachelet, la banda sufre un trágico accidente automovilístico, junto a otros grupos de la escena nacional que compartían en la campaña, Boomer y Golem, producto del cual fallece uno de sus técnicos (Ricardo Burgos), mientras que el bajista se ve impedido de tocar por tres meses debido a las graves lesiones experimentadas junto a su novia, Olivia Alarcón, hija del artista chileno Florcita Motuda y baterista de Golem.
El año 2006, avanzó con la participación de Denisse Malebrán en diversos proyectos paralelos al grupo, principalmente como panelista de programas de televisión. Ese mismo año lanzaron al mercado su DVD: Saiko Blondie 2005, el cual se transformó en uno de los DVD más vendidos del año, con 2500 copias vendidas, lo que en consecuencia los hizo merecedores del DVD de Oro. En octubre de ese año, la banda parte a España a promocionar su álbum Las Horas, en el marco de un festival llamado Xile Fest. Y aunque el 2006 parecía sellar con broche de oro, las relaciones internas fueron malgastándose hasta llegar a un quiebre definitivo tras la jornada de cierre de la Teletón 2006, fue entonces cuando Denisse Malebrán decide dejar el grupo para iniciar una carrera como solista. En tanto, Luciano Rojas y Javier Torres pretenden encontrar a un nuevo vocalista para la banda, sin descartar que sea una voz masculina. Así entonces, la banda cumple con sus compromisos veraniegos, dentro de los cuales se incluyó la participación en la primera Cumbre del Rock Chileno, un teloneo a los británicos Coldplay los días 14, 15 y 16 de febrero de 2007, en el Espacio Riesco. El día 28 de abril de 2007, Saiko y sus fanes despiden a Denisse Malebrán en un Teatro Teletón repleto. Comenzaron esta última función, acompañados por el guitarrista Paulo Ahumada, con una primera parte acústica recordando los temas de Informe Saiko, y posteriormente una parte enchufada en la que repasaron todos sus grandes éxitos, siendo en esta última parte en la que los acordes de "Luz mágica" cerraron los telones de esta importante etapa para Saiko.

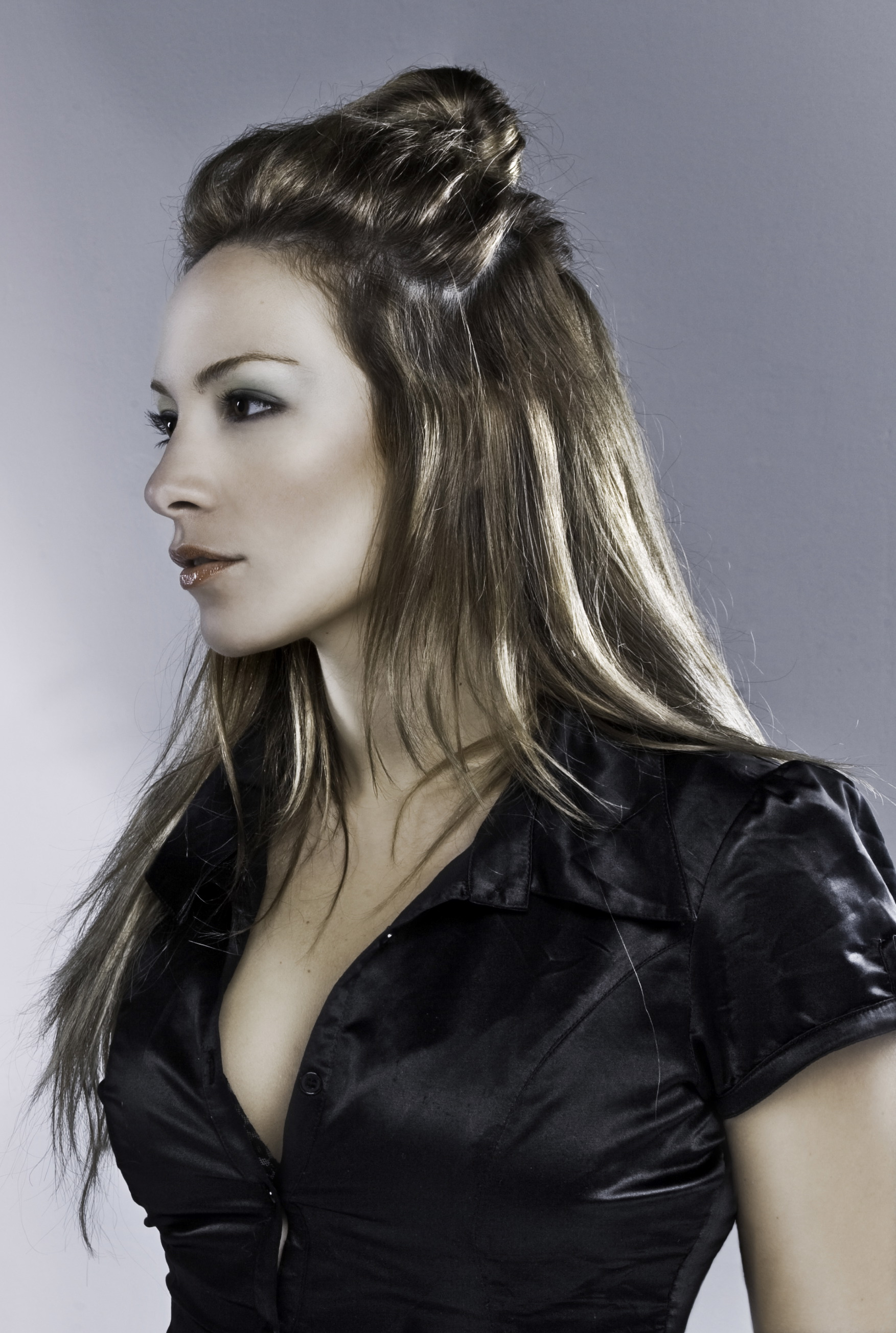
Marcela Thais, vocalista de Saiko entre los años 2007 y 2011.

### Sin Denisse Malebrán (2007-2011)
Después de la despedida de Malebrán, la banda continúa trabajando en nuevos temas y buscando una nueva voz. Es a raíz de esta búsqueda, en la que a través de recomendaciones del músico Pedro Frugone, llega a Saiko la cantante Marcela Castro, más conocida como "Thais", quien logra ser una mejor voz para la banda. "Thais" además de ser cantante es compositora, productora y DJ, con una formación de varios años de estudio en prestigiosas escuelas de música y finalmente fue presentada públicamente como la nueva vocalista oficial el 10 de mayo de 2007. Fue así como Thais, Luciano y Javier, conforman esta nueva fase de Saiko, a quien ellos mismos denominaron "Saiko 2.0". A ellos se integran más adelante Esteban Torres en bajo y Paulo Ahumada como segunda guitarra.
Con la nueva formación editan el cuarto álbum de estudio de la banda, llamado Volar, el cual se conforma de once canciones escritas en su integridad por Marcela Thais, además de contar con sonidos más maduros y sofisticados que los anteriores según la crítica especializada. De este se álbum se desprendieron los sencillos "Vuelve a amanecer", "Volar", "De boca en boca" y "Tu simple sabor", cada uno con su respectivo videoclip promocional. Gracias a esto, logran tocar en los más importantes escenarios del país.
Durante 2011 se trabajó en canciones para un segundo disco de esta etapa, las cuales nunca llegaron a ver la luz debido a un robo de éstas desde los estudios de grabación en los que se estaban registrando.

### Retorno de Malebrán yTrapecio(2012-2015)
En enero de 2012 se confirma que Marcela Thais y Javier Torres dejan la banda, todo esto, motivado por las ganas mostradas por la exvocalista, Denisse Malebrán, de retornar a la banda Saiko. Ambos ex Saiko siguen trabajando en la música. Javier Torres sigue como baterista en otras bandas, en tanto Marcela Thais se encuentra trabajando junto a grandes productores para ser la primera vocal/DJ chilena dentro de la escena musical electrónica internacional.
En marzo de 2012 se confirma el regreso de Denisse Malebrán y Coty Aboitiz, y apoyados en vivo por Roberto Bosch en batería y Paulo Ahumada en guitarra, asumiendo Luciano Rojas el bajo, agendan una fecha de concierto para el 8 de junio, la cual se llevó a cabo en el teatro Nescafé de las Artes, en doble función, además realizan su primera presentación en televisión con la retomada formación original, cantando su clásico sencillo "Limito con el sol" en Factor X de Televisión Nacional de Chile. Además, en diferentes medios de prensa confirmaron iniciar una nueva etapa de Saiko con un posible nuevo álbum.
La confirmación del nuevo disco no se hizo esperar por mucho tiempo, y tras el término de una primera parte de la gira que iniciaran en julio de 2012 (La que los llevó por las ciudades de Iquique, Antofagasta, Talca y Chillán.), el 25 de agosto se relanza su sitio web, que incluyó la descarga del sencillo Tu Voz como una especie de adelanto de su nueva placa. A ello se sumó la continuidad de la gira por Chile, dentro de la cual se incluyó un teloneo a los estadounidenses Garbage en el Teatro Caupolicán, el 15 de octubre. El encuentro en dicho recinto se repitió el sábado 29 de diciembre de 2012, donde durante más de 2 horas mostraron todos los éxitos de los primeros 3 discos de estudio que realizaron (Informe Saiko, Campos Finitos & Las Horas, respectivamente); además de la presentación de 4 canciones de su próximo disco, y el sencillo "Vuelve a Amanecer", del disco Volar (Publicado en 2007, único disco realizado junto a Marcela Castro (Thais), como frontwoman).
El año 2013 encontró a un Saiko completamente focalizado en su nueva producción. Sin embargo, la confirmación del lanzamiento del nuevo disco se realizaría tiempo después, cuando anunciaran un concierto tipo gala, con motivo de la celebración de los 15 años del grupo nuevamente en el Teatro Nescafé de las Artes en doble función. En dicha ocasión lanzaron su quinto disco de estudio titulado Trapecio. El principal descriptor de este disco es el retorno a los sonidos electro-pop que Saiko abrazara en su disco debut, Informe Saiko, cuyo primer sencillo se denomina "Es tan lógico". El nuevo trabajo "Trapecio", musicalmente deja ver la madurez artística del grupo en cuanto a las composiciones, mezclando los sonidos iniciales, con las letras de Malebrán. Abarcando tanto temas sociales, como de amor y desamor. Una amplia gira promocional los llevó a recorrer gran parte de Chile, además de una presentación en Argentina, con un público que recibió expectante y de manera favorable el nuevo material. El disco Trapecio se convirtió en uno de los discos más significativos de la escena musical Chilena en 2013. Su primer sencillo "Es tan lógico" tuvo gran notoriedad en las radios locales.
Durante los años 2014-2015 se mantuvieron realizando presentaciones en vivo en distintos escenarios del país, de una forma más distanciada debido a que Denisse Malebran en paralelo a su carrera artística asume un cargo dentro de la Dirección Sociocultural de la Presidencia.

### Lengua muerta(2016-2018)

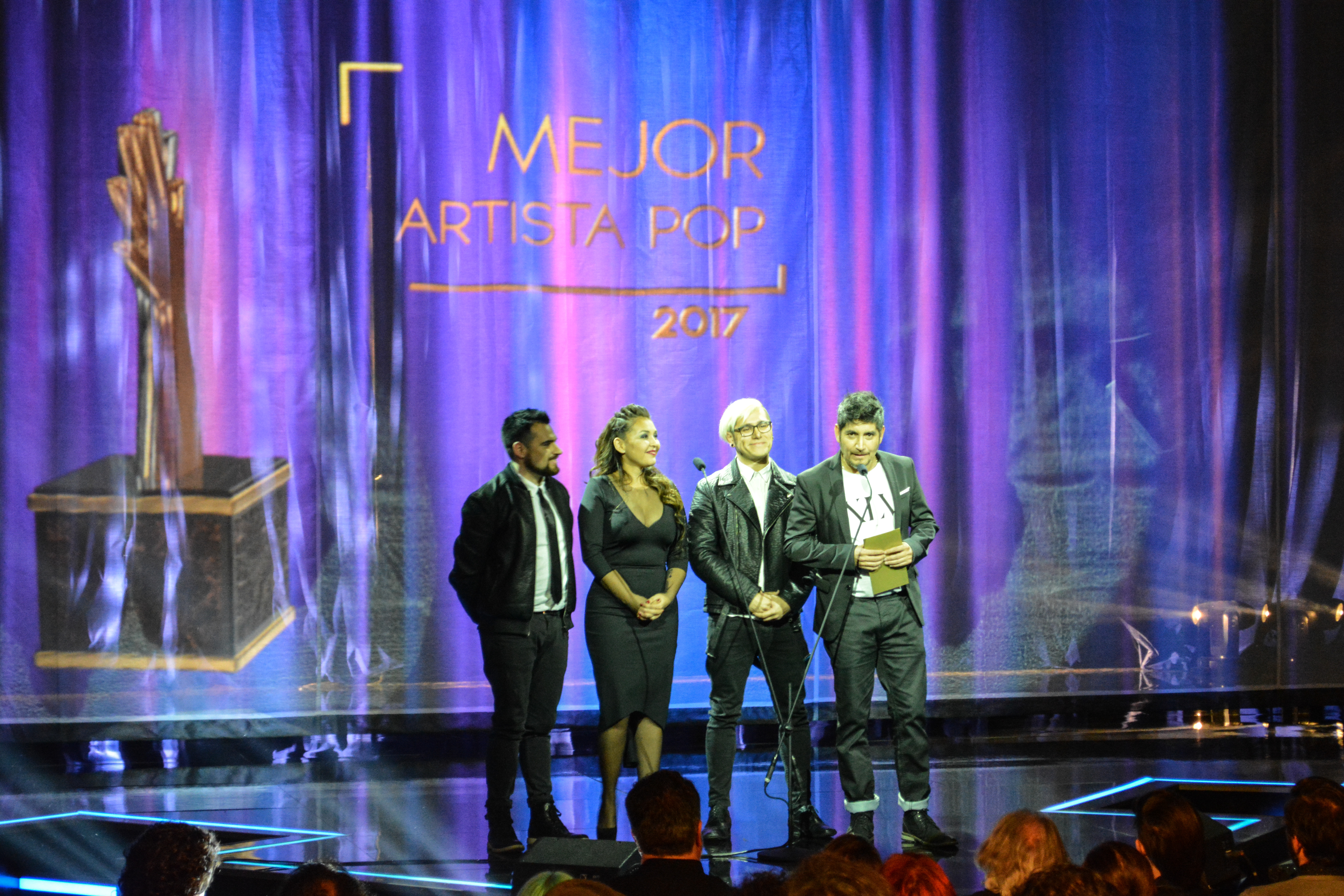
Premiación en los Premios Pulsar 2017, donde Saiko entregó el premio en la categoría "Mejor artista Pop".

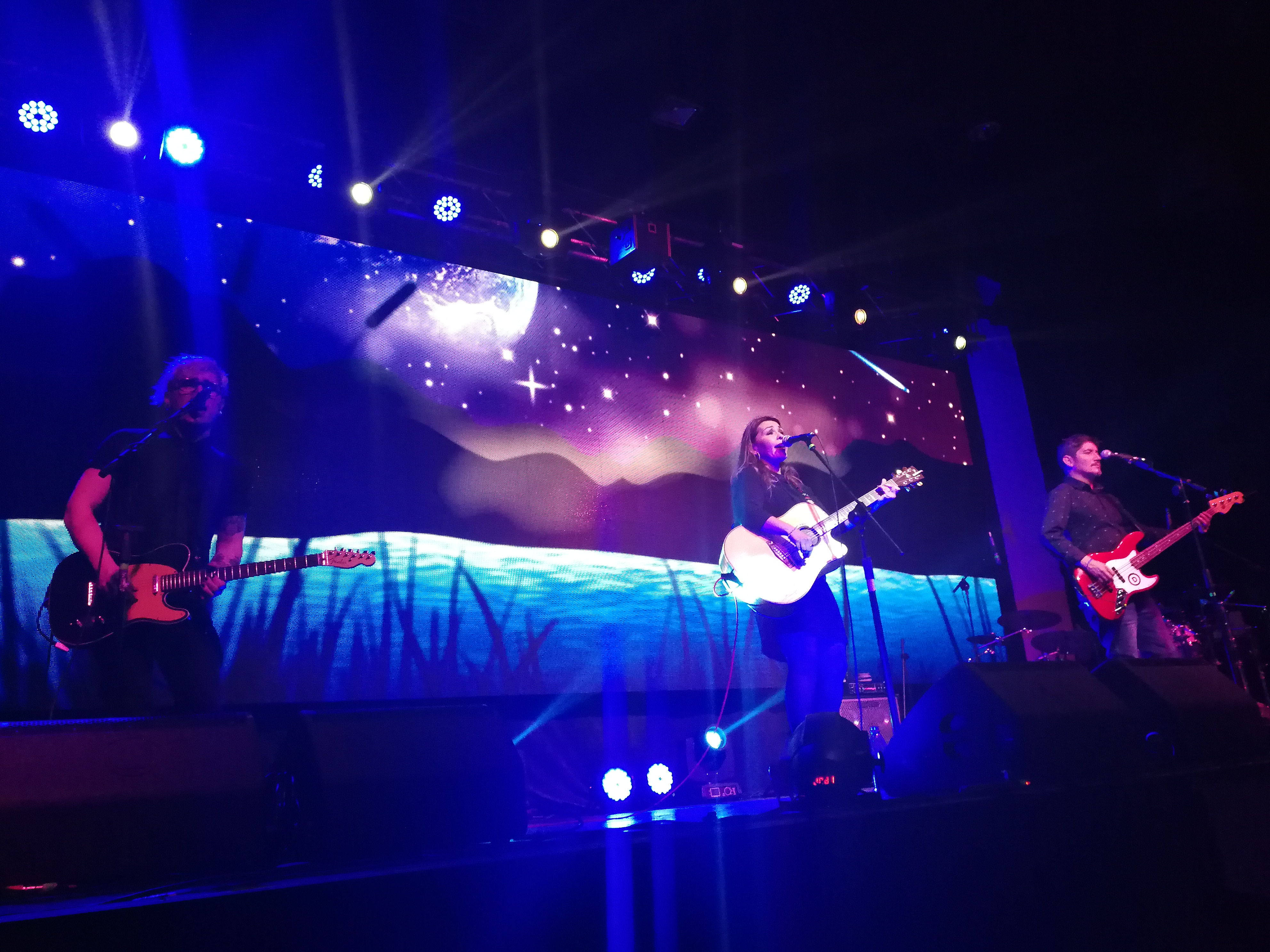
Saiko en la presentación de lanzamiento del álbum Lengua Muerta, en el Club Amanda

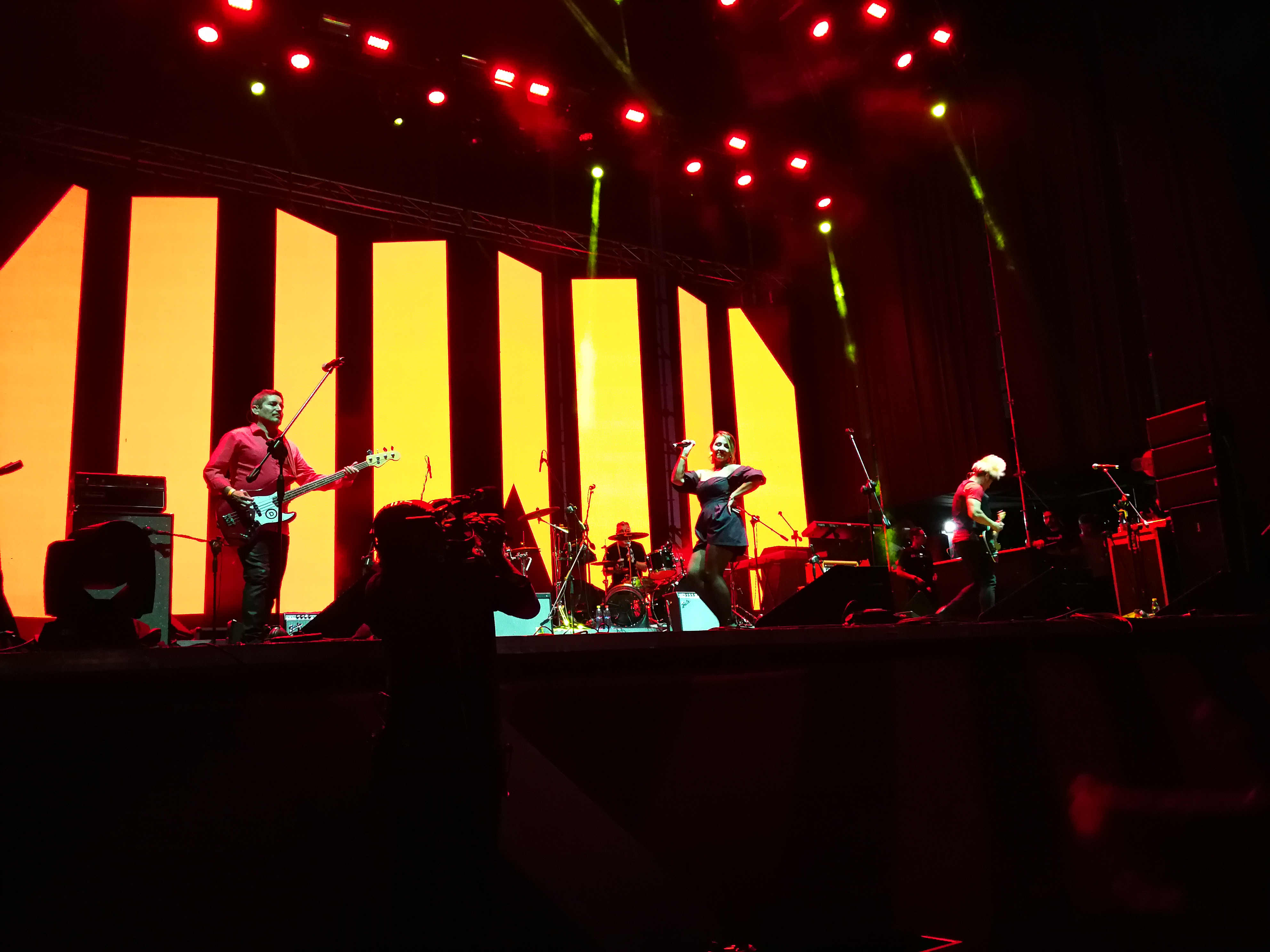
Saiko en la Cumbre del Rock Chileno 2018

Durante el 2016 la banda tiene un cambio en su formación e incorporan al guitarrista Carlos Azócar. Después dan la partida al año con una presentación en el Club Chocolate de Santiago, registrándola para un disco futuro. El concierto también fue televisado por Via X.
A fines de 2016 Saiko se presenta como un cuarteto en imagen (Malebrán, Rojas, Bosch, Azocar) ya que Rodrigo Aboitiz deja de participar en actividades de la banda dedicándose su proyecto The Plugin en España, pero sigue relacionado con la banda. Para cerrar el año la banda lanza un nuevo sencillo, esta vez se trata de la canción No me importa nada, popularizada en la década de 1990 por la española Luz Casal. Se trata del primer cover que la banda registra en estudio y muestra una nueva faceta, con arreglos a través de sonoridades principalmente acústicas, una percusión firme y constante enlazada con contrabajo y teclados que ayudan a resaltar la notable performance vocal de Denisse Malebrán, que hace suya una canción tan popular en el cancionero hispano. El nuevo sencillo contó con la coproducción del argentino Guido Nisenson y fue apoyado por una fuerte campaña de difusión radial y de shows en vivo en formato acústico.
El 5 de enero de 2017 lanzan en plataformas digitales su disco en vivo Sigo quemando infinitos con el recital en el Club Chocolate, días antes de presentar un impecable show en la Cumbre del Rock Chileno realizada el 7 de enero en el Estadio Nacional y la cual fue la primera presentación de una extensa gira de verano por Chile. Al terminar sus shows la banda ha anunciado que se concentrarán en la preparación de nuevo material, del cual debería desprenderse un primer sencillo a fines de marzo. Según han comentado en recientes entrevistas, Saiko planea un 2017 lleno de nuevos aires y mucha actividad, ya con Malebrán dedicada al 100% en su carrera musical.
A inicios de marzo se lanzó el video musical de No me importa nada, dirigido por Cristián Echeverría y con diseño del director Hernán Gaete.  A fines del mismo mes lanzó nuevo sencillo con un tema inédito llamado El regalo, a mediados de abril lanzan el video musical el cual fue dirigido por Juan Pablo Lawrence. y el 2 de junio estrenan en las plataformas digitales el sencillo Viaje Estelar. Los tres singles mencionados No me importa nada, El regalo y Viaje estelar son parte de un nuevo álbum que será lanzado durante el año 2017.
El 22 de abril de 2017, publican en las plataformas digital en registro de una presentación en vivo inédito del año 2001, llamado "Primera grabación en Vivo 21.12.01" donde se puede escuchar canciones en vivo de su primer álbum Informe Saiko.
El 4 de junio de 2017, los tres sencillos fueron presentados en vivo junto a dos canciones más, Majestad y Retazos, en el Teatro Nescafé de las Artes. Para ese concierto Saiko contó con la colaboración de Jean Philippe Cretton, Sebastián Gallardo (vocalista del grupo We Are the Grand), Ángela Acuña y Paz Court.
El 11 de julio de 2017 revelaron a través de las redes sociales el nombre y la portada de su nuevo álbum denominado Lengua muerta, cuya portada fue diseñada por Roberto Cuello. El álbum Lengua Muerta está disponible en los medios de streaming desde el 4 de agosto de 2017, fueron las canciones presentadas en vivo primero el 8 de julio en la sala SCD de plaza Egaña y luego el 5 de agosto en el club Amanda, lanzamiento oficial del álbum. Participan en especial de la radio Los 40, llamado Ultravioleta en el que varios artistas homenajeaban a Violeta Parra realizando una versión de algunas de sus canciones, Saiko versionó "Una copla me ha cantado".
El 18 de octubre publican un cortometraje dirigido por Juan Pablo Lawrence, grabado en el embalse El Yeso, compuesto por las canciones Arder el cielo y Viaje estelar publicado en el sitio de la Radio Rock and Pop , El video fue publicado en el canal oficial en Youtube el día 22 de noviembre .

### 20 aniversario (2018-2019)
El 27 de enero de 2018, participan en la Cumbre del Rock Chileno, donde participó como artista invitado el baterista Mauricio Clavería (La Ley, DIACERO, Los Concorde), además de la participación de Sebastián Gallardo (vocalista de We Are the Grand) en la canción "Cuando miro en tus ojos",  además Denisse Malebrán participó en el show de Cecilia cantando juntas "Baño de mar a medianoche".
Durante el año 2018 y el 2019, realizan una serie de presentaciones conmemorando los 20 años de la banda, comenzando en abril de 2018 con motivo de los 25 años del centro de eventos Blondie (ex-Discoteque Blondie) revivieron la presentación de 2005, que quedó plasmada en el DVD en vivo Saiko Blondie 2005 que llegó a ser disco de oro, en mayo hacen una presentación de "Lados B" en la Sala Master de la Radio Universidad de Chile, en agosto con el concierto "20 años, el inicio"  donde se integra a la banda como artista invitado el tecladista Alejandro Salazar, en septiembre en el Centro Cultural Gabriela Mistral en un concierto que presentó versiones distintas de sus temas clásicos, en diciembre se realizado un concierto por los 15 años del álbum Las horas en el centro cultural Matucana 100. El 25 de enero de 2019 publican el ep «Vermouth vol.1 » con las grabaciones en vivo de su concierto de septiembre en el Centro Cultural Gabriela Mistral.
El 16 de marzo se presentaron por primera vez en el Festival REC (Rock en Conce), realizado en  la ciudad Concepción.
Durante este periodo de celebración han presentado al público  dos sencillos: «Sabes», producido por Pablo Stipicic que fue publicado en diciembre de 2018 y «Fluvial», presentado en abril de 2019, en colaboración con We Are the Grand.
El 4 de junio, comunican oficialmente su retiro de la banda, el guitarrista Carlos Azócar, el baterista Roberto Bosch y el tecladista Alejandro Salazar, para asumir proyectos personales; el día 8 de junio se integra a la banda el baterista Mauricio Clavería, exmiembro de La Ley y compañero de Luciano Rojas en la banda Diacero.para acompañarlos durante un semestre y luego dar paso al Baterista Mario Barrueto Sacca ex Sexual Democracia hasta la actualidad .

## Miembros
Todos los miembros y roles de acuerdo a Marisol García, excepto donde se indique:
| Miembros actuales - Luciano Rojas – guitarra, bajo, coros (1999-presente) - Denisse Malebrán – voz, guitarra (1999-2007, 2012-presente) - Mario Barrueto – batería (2019-presente) | Miembros anteriores - Iván Delgado – teclados (1999-2001) - Rodrigo Aboitiz – teclados (1999-2002, 2012-2019) - Jorge Martínez – bajo (2004-2005) - Javier Torres – batería (2000 - 2012) - Esteban Torres – bajo (2005-2012) - Marcela Thais – voz (2007-2012) - Paulo Ahumada – guitarra, bajo (2007-2015) - Roberto Bosch – batería (2013-2018) - Carlos Azócar – guitarra (2016-2019) - Mauricio Claveria – batería (2019) |

## Discografía
Álbumes de estudio
- 1999: Informe Saiko
- 2001: Campos finitos
- 2004: Las horas
- 2007: Volar
- 2013: Trapecio
- 2017: Lengua muerta
- 2023: Drama

## Premios y nominaciones
| Año  | Premio         | Categoría                                  | Trabajo        | Resultado |
| ---- | -------------- | ------------------------------------------ | -------------- | --------- |
| 2001 | Premios APES   | Música Joven                               | Campos finitos | Ganador   |
| 2005 | Premio Altazor | Artes Musicales - categoría Popular - Rock | Las horas      | Nominado  |